# Englancourt
Englancourt es una comuna francesa situada en el departamento de Aisne, en la región de Alta Francia.

## Demografía
| 216 | 177 | 173 | 166 | 109 | 125 | 118 | 133 | 115 |
| Para los censos de 1962 a 1999 la población legal corresponde a la población sin duplicidades (Fuente: INSEE [Consultar]) |     |     |     |     |     |     |     |     |

## Lugares de interés
- La iglesia fortificada de Saint-Nicolas, monumento histórico de Francia desde 1995
- El castillo de la Plesnoye, del siglo XVII